# Kerry Von Erich
Kerry Gene Adkisson (Niagara Falls (New York), 3 februari 1960 - Denton (Texas), 18 februari 1993), beter bekend als Kerry Von Erich, was een Amerikaans professioneel worstelaar. Hij was de zoon van Fritz Von Erich en de broer van David, Kevin, Mike en Chris.

## In worstelen
- Afwerking en kenmerkende bewegingen
  - Tornado Punch (Discus punch)
  - Iron Claw

- Bijnamen
  - "The Modern Day Warrior" (WCCW)
  - "The Texas Tornado" (WWF)

## Kampioenschappen en prestaties
- NWA Big Time Wrestling - World Class Championship Wrestling - World Class Wrestling Association
  - NWA American Heavyweight Championship (5 keer)
  - NWA American Tag Team Championship (6 keer; 3x met Bruiser Brody, 2x met Kevin Von Erich, 1x met Al Madril)
  - NWA Texas Heavyweight Championship (3 keer)
  - NWA Texas Tag Team Championship (3 keer; 1x met Bruiser Brody, 1x met Skip Young, 1x met Tiger Conway jr.)
  - NWA World Heavyweight Championship (1 keer)
  - NWA World Six-Man Tag Team Championship (5 keer; 2x met David & Kevin Von Erich, 3x met Kevin & Mike Von Erich)
  - NWA World Tag Team Championship (3 keer; 1x met Al Madril en 2x met Terry Orndorff)
  - WCWA World Heavyweight Championship (4 keer)
  - WCWA World Six-Man Tag Team Championship (2 keer; 1x met Kevin Von Erich & Lance Von Erich en 1x met Kevin Von Erich & Michael Hayes)
  - WCWA World Tag Team Championship (4 keer; 3x met Kevin Von Erich en 1x met Jeff Jarrett)

- St. Louis Wrestling Club
  - NWA Missouri Heavyweight Championship (1 keer)

- United States Wrestling Federation
  - USWF Texas Heavyweight Championship (1 keer)

- World Wrestling Federation
  - WWF Intercontinental Championship (1 keer)